# Antonio Maria Ceriani
Antonio Maria Ceriani, est un religieux, philologue, historien et écrivain italien, préfet de la bibliothèque Ambrosienne, né à Uboldo le 2 mai 1828, et mort à Milan le 2 mars 1907 .

## Biographie
Il a été ordonné prêtre en juin 1852 après des études dans le séminaire diocésain de Monza puis de Milan. Il est entré dans la Congrégation des oblats des saints Ambroise et Charles. De 1852 à 1855 il a enseigné au collège de Merate. En 1855, il a obtenu l'habilitation pour enseigner l'arthnétique, l'italien, le latin et le grec.
Il est nommé custode de la bibliothèque Ambrosienne  en août 1855, puis docteur de la bibliothèque en mai 1857.
Il est professeur de langues orientales au séminaire théologique de Milan à partir de 1855.
Il a découvert à la bibliothèque Ambrosienne l'Assomption de Moïse (titré Testament de Moïse dans les éditions modernes), pseudépigraphe apocryphe juif transmis dans un palimpseste latin du VIe siècle. Il l'a publié en 1861. Il a aussi trouvé Apocalypse de Baruch dans la bibliothèque Ambrosienne qu'il a publié la traduction en latin en 1866 et le texte syriaque en 1871 dans Monumenta sacra et profana, tome V, fascicule 2, p. 113-180.
Il a été préfet de la bibliothèque Ambrosienne pendant 27 années, de 1870 jusqu'à sa mort, en 1907.
De 1872 à 1905 il a été professeur de paléographie grecque et latine de l'Académie scientifico-littéraire de Milan
Il a été correspondant de l'Istituto Lombardo Accademia di Scienze e Lettere en 1861, puis membre 1862, et de la Società Storica Lombarda. Il est devenu membre de la Pontificia Commissione Biblica en janvier 1903.

## Publications
- Assumptionis Mosis, dans Monumenta sacra et profana ex codicibus praesertim bibliothecae Ambrosianae, opere collegii doctorum bibliothecæ Ambrosianæ, Milan, 1861, tome 1, fascicule 1, p. 9-64 (lire en ligne)